# Мацо ди Валтелина
Мацо ди Валтелина (итал. Mazzo di Valtellina) је насеље у Италији у округу Сондрио, региону Ломбардија.
Према процени из 2011. у насељу је живело 729 становника. Насеље се налази на надморској висини од 553 м.

## Становништво
Према резултатима пописа становништва 2011. у општини је живело 1.041 становника.
| 1936. | 1951. | 1961. | 1971. | 1981. | 1991. | 2001. | 2011. |
| ----- | ----- | ----- | ----- | ----- | ----- | ----- | ----- |
| 1.132 | 1.052 | 972   | 890   | 950   | 1.010 | 1.045 | 1.041 |